# Maciej Mirosławski
Maciej Mirosławski herbu Leszczyc (ur. 1762 prawdopodobnie w Koniuszowej, zm. 1812 w Żytawie) – polski powstaniec, uczestnik wojen napoleońskich.

## Życiorys
Maciej Mirosławski był synem Gabriela i Rozalii z Trzecieskich herbu Strzemię. Maciej już od 18 roku życia znajdował się u boku księdza Kołłątaja, będąc jego osobistym sekretarzem. Musiał też zajmować się sprawami uniwersyteckimi o czym zaświadcza Jan Śniadecki. 
Od lipca 1782 roku tj. od objęcia rektorstwa Szkoły Głównej Koronnej przez Kołłątaja, Mirosławski został sekretarzem rektora, archiwistą uczelni, regentem a później pisarzem aktów rektorskich i kierownikiem kancelarii rektora. W 1783 roku był krótko sekretarzem Rady Szkoły Głównej i posiadał pieczęć Akademii. 
Wraz z bratem pracował w referendarii litewskiej. Po wybuchu wojny w obronie konstytucji 3 maja Mirosławski od 19 czerwca dowodził kompanią na froncie litewskim. Po kapitulacji króla wrócił do Warszawy. Następnie wraz z Hugo Kołłątejem przebywał w Dreźnie, Bad Warmbrunn i Lipsku. 8 stycznia 1793 roku wrócił jako emisariusz do kraju poinformować spiskowców krajowych o misji Tadeusza Kościuszki do Francji. Mirosławskiego władze wojskowe odkomenderowały do Morachwy, do korpusu artylerii, gdzie znajdował się w sztabie Ożarowskiego i 18 sierpnia 1793 roku uzyskał awans do stopnia majora. Zaraz po tym Ożarowski rozkazał oddać kompanię kapitana Pierścińskiego majorowi Mirosławskiemu.
Antoni i Maciej Mirosławscy chronieni przez Stanisława Kostkę Potockiego udali się do Grodna. Maciej awansował na podpułkownika, adiutanta Buławy Wielkiej Koronnej, ale uniknął złożenia targowickiej przysięgi.
W czasie powstańczych przygotowań Mirosławski trafił do więzienia. Jednocześnie jego korespondencję z bratem Antonim przechwycili agenci Igelstroema. Komisja Wojskowa za utrzymywanie korespondencji z Kołłątajem zawiesiła mu wypłacanie pensji. 16 kwietnia 1794 roku wraz z pułkownikiem Szubalskim przygotowywali się do obrony Arsenału. Mirosławski u boku gen. Mokronowskiego pojechał do Zamku, do prezydenta Ignacego Zakrzewskiego. 19 kwietnia przed płk Deyblem przysiągł na posłuszeństwo najwyższemu Naczelnikowi i od innych oficerów przysięgi odebrał. 20 kwietnia złożył na ratuszu papiery biskupa Kossakowskiego. 
28 czerwca podczas tzw. "zaburzeń czerwcowych" znalazł się w gronie Dembowskiego, Konopki, księży Meiera i Jelskiego, którzy przewodzili wieszaniu zdrajców: biskupa Massalskiego, księcia Czetwertyńskiego, Boskampa i innych. Obawiał się Mirosławskiego sam król Stanisław August umieszczając jego nazwisko na liście niebezpiecznych jakobinów. 30 lipca Kościuszko polecił go generałowi Józefowi Orłowskiemu, który mianował go swym adiutantem. Pracował wtedy Mirosławski w Sądzie Kryminalnym Wojskowym obok Rafała Kołłątaja i Tomasza Maruszewskiego. Maciej przewodniczył w sądzie w Arsenale w 21 sierpnia, brat Antoni obecny był na sesjach od 22 sierpnia. Ostatnim epizodem walk Mirosławskiego była wyprawa Jan Henryka Dąbrowskiego do Wielkopolski.
Po kapitulacji 18 listopada wyjechał do Francji, działał w Towarzystwie Republikanów, od roku 1795 był członkiem Deputacji Polskiej w Paryżu. Współdziałał tam z Franciszkiem Ksawerym Dmochowskim, Janem Dembowskim, ks. Meierem, Piotrem Maleszewskim i Józefem Kalasantym Szaniawskim.
Wmieszany w aferę fałszowania austriackich bankocetli, został wraz z Wołodkiewiczem, Łapińskim, Zajączkiem i Chodźkiewiczem osadzony 7 września 1798 w Temple. Wkrótce został zwolniony. 21 czerwca w Paryżu pojedynkował się z Walichnowskim (z powodu różnic w ocenie Dąbrowskiego). W Lyonie wyzwał kapitana Gabriela Biernackiego związanego z Dąbrowskim i również jego zwyciężył w pojedynku, zadając mu ciężką ranę.
Z woli generała Grabowskiego trafił do sztabu jakobińskich generałów francuskich Championetta, później Jouberta. Od 11 października był w Nicei. 16 października 1799 roku Championett mianował Mirosławskiego generałem Legionów, szefem polskiej artylerii, faktycznie unicestwionej w Mantui.
Na stanowisku dowódcy, szefa polskiej artylerii znajdował się jeszcze choć jedynie formalnie (bo był w niewoli) Wincenty Aksamitowski. Szef sztabu Championetta, Suchet informował w rozkazie wysłanym z Finale, że Mirosławski jedzie do Nicei objąć połączone zakłady polskiej i francuskiej artylerii. Ponownie doszło do konfliktu. Kapitan Stuart wystąpił w Nicei przeciwko nowo mianowanemu dowódcy. Kiedy doszło do spotkania w Marsylii, Mirosławski rozkazał Stuarta aresztować i odstawić do komendy placu. Dąbrowski w zmienionych już warunkach (kiedy Joubert poległ w bitwie pod Novi, a Bonaparte w drodze zamachu stanu obalił Dyrektoriat, Championett zaś podał się do dymisji, chory, niebawem umarł w Antibes) nie przyjął raportu od Mirosławskiego. Oświadczył mu, iż nie uznaje jego nominacji a za szefa artylerii uważa nadal Aksamitowskiego. Pozostało wobec niekorzystnego obrotu spraw poświęcić się pracy we francuskim parku artylerii 8 dywizji generała Saint Hilairy’ego, w Marsylii.
Artylerię Aksamitowskiego rozwiązano i wcielono do piechoty. Tymczasem Dąbrowski odsunięty od Legii nie mógł przeciwdziałać wysyłaniu Polaków na San Domingo. W kwietniu 1802 roku Legię Naddunajską przemianowano na 113 półbrygadę francuską i wysłano do tłumienia powstania murzynów na Karaibach. Mirosławski zastanawiał się nad powrotem do kraju. W roku 1803 w Paryżu deklarował ochotę objęcia rangi szefa batalionu artylerii legionowej. Dąbrowski ponownie mu odmówił. Czuł się Maciej nadal delegatem republikanów. Z tym stronnictwem utożsamiał się również Kościuszko, zawsze wrogi Bonapartemu.
10 grudnia 1806 roku w kraju Maciej Mirosławski zakwalifikowany został do służby czynnej bez potwierdzenia stażu legionowego a jedynie z adnotacją o 22 latach służby wojskowej (od 1784 roku). Uzyskał stanowisko inspektora przeglądów i w tej roli wziął udział w wojnie 1809 roku przeciwko Austrii. Będąc komendantem placu w Kielcach, po jego likwidacji, Mirosławski awansowany został do stopnia pułkownika, przeniesiony został 12 czerwca 1810 roku do Łomży jako komendant placu. Znaleźli się tutaj liczni jakobini m.in. pułkownik Józef Niemojewski, pułkownik Józef Neyman. Komisarzem wojskowym departamentu został wsławiony opozycją na sejmie Dominik Kuczyński.
Do dóbr Kuczyńskiego przyjechali Andrzej Horodyski, Joachim Moszyński, Franciszek Wężyk. Doszło do próby zamachu stanu. W Tykocinie jakobini chcieli przejąć władzę.
W takiej też wersji wiadomość o wypadkach tykocińskich dotarła do Fryderyka Augusta, który okazał jeszcze większe zaniepokojenie niż Rada Stanu. 2 maja 1811 roku Mirosławski został odkomenderowany do Tykocina. Kolejno ponownie trafia do Łomży. Od 17 lipca 1812 roku został mianowany komendantem powiatu łomżyńskiego. W składzie V korpusu księcia Józefa Poniatowskiego pojechał do Moskwy. Po klęsce Napoleona wycofywał się w kierunku na Kraków i dalej do Saksonii.
W Zittau (Żytawie) przeprowadzana była reorganizacja szeregów. Część korpusu V została wcielona do VIII korpusu wojsk francuskich. Z wojska odeszli Chłopicki, Chłapowski, Kniaziewicz, Eustachy Sanguszko. Inni wybrali śmierć samobójczą. 
Maciej Mirosławski zginął od strzału z pistoletu pomiędzy 17 czerwca a 10 sierpnia 1812 roku w Żytawie.